# Kusumoto Shuma
Shuma Kusumoto (楠元 秀真 Kusumoto Shuma, sinh ngày 12 tháng 9 năm 1992 ở Chiba) là một cầu thủ bóng đá người Nhật Bản. Anh thi đấu cho Kataller Toyama.

## Thống kê câu lạc bộ
Cập nhật đến ngày 23 tháng 2 năm 2017.
| Thành tích câu lạc bộ | Thành tích câu lạc bộ | Thành tích câu lạc bộ | Giải vô địch | Giải vô địch | Cúp                   | Cúp                   | Tổng cộng | Tổng cộng |
| Mùa giải              | Câu lạc bộ            | Giải vô địch          | Số trận      | Bàn thắng    | Số trận               | Bàn thắng             | Số trận   | Bàn thắng |
| Nhật Bản              | Nhật Bản              | Nhật Bản              | Giải vô địch | Giải vô địch | Cúp Hoàng đế Nhật Bản | Cúp Hoàng đế Nhật Bản | Tổng cộng | Tổng cộng |
| --------------------- | --------------------- | --------------------- | ------------ | ------------ | --------------------- | --------------------- | --------- | --------- |
| 2015                  | Yokohama FC           | J2 League             | 7            | 1            | 1                     | 0                     | 8         | 1         |
| 2016                  | Yokohama FC           | J2 League             | 5            | 0            | 3                     | 1                     | 8         | 1         |
| Tổng                  | Tổng                  | Tổng                  | 12           | 1            | 4                     | 1                     | 16        | 2         |